# دوستعلی معیری

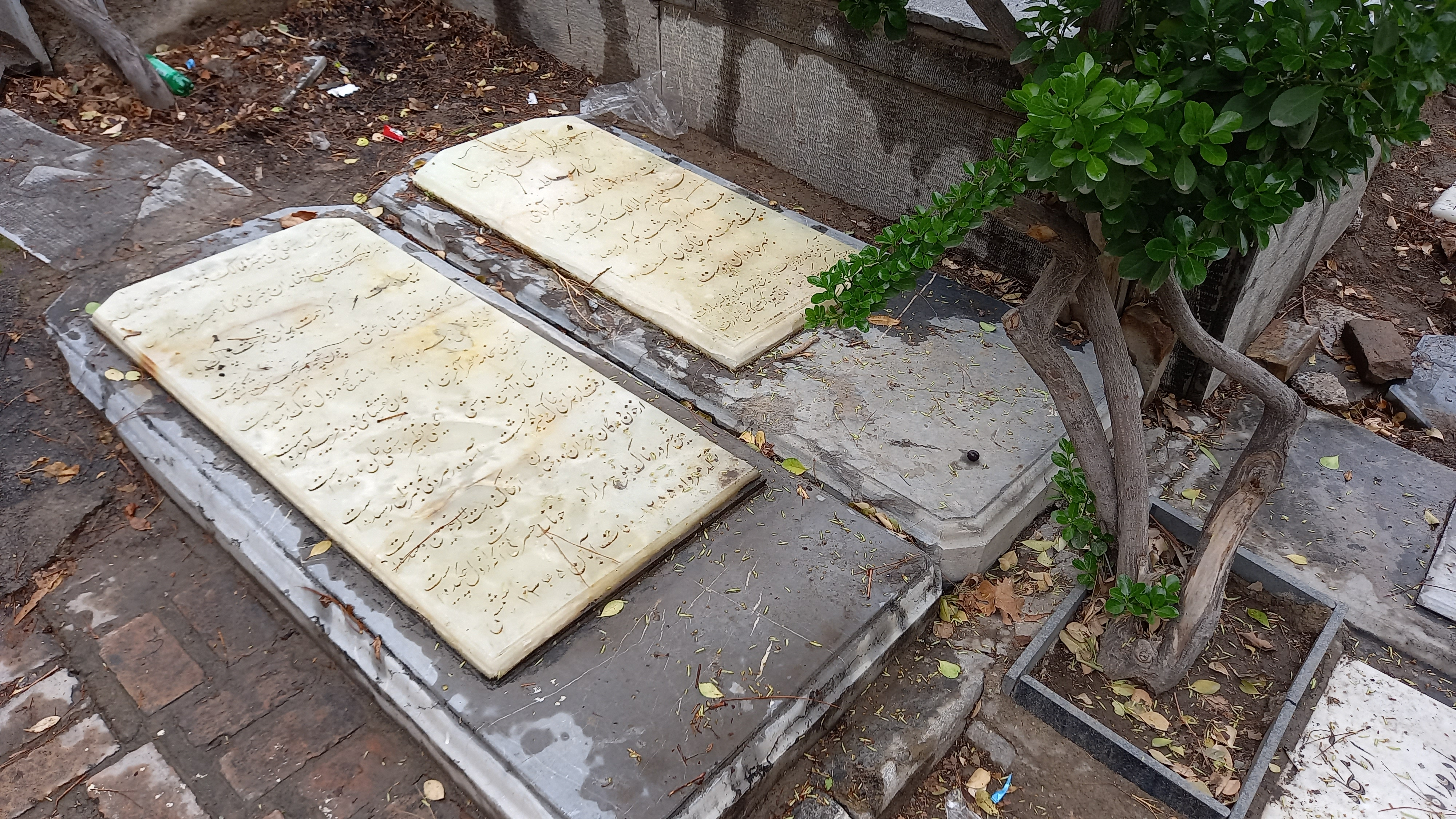
مزار دوستعلی خان و همسرش در امامزاده عبدالله شهر ری

دوست علی معیری (دوستعلی خان معیرالممالک) (مرداد ۱۲۵۵ – ۱۴ آبان ۱۳۴۵) پسر دوست محمدخان معیرالممالک و نوهٔ دختری ناصرالدین شاه قاجار، ملقب به «اعتصام‌السلطنه» و «معیرالممالک»، آخرین صاحب لقب از خاندان معیری بود. ناصرالدین‌شاه او را بیش از دیگر نوادگان خود دوست می‌داشت. اغلب املاک موروثی معیرالممالکان از جمله باغ فردوس و مهرآباد در دورهٔ حیات او از تملک خاندان معیری خارج شد. وی در اواخر عمر به پیشنهاد حبیب یغمایی خاطرات خود از دوران ناصرالدین شاه را به رشتهٔ تحریر درآورد که در چندین مقالهٔ پی‌درپی در مجلهٔ یغما و پس از آن به صورت کتاب‌هایی جداگانه منتشر شدند. همسر اول او دختر میرزا علی‌اصغرخان امین‌السلطان بود و پس از او با دختر عمویش، شمس‌النهار خانم فرح‌السلطنه، دختر حشمت‌الممالک، ازدواج کرد.
قبر او و همسرش در جنوب غربی امامزاده عبدالله شهرری است.

## زندگی هنری
دوستعلی‌خان معیرالممالک، خوشنویس چیره‌دست و از رجال برجستۀ دورۀ قاجار بود که نسل اندر نسل خزانه‌دار و متصدی امور معماری دربار قاجار بودند. او در نوجوانی وارد مدرسۀ دارالفنون شد و سپس برای فراگیری نقاشی به پاریس رفت. سفر دوستعلی‌خان در سال ۱۹۰۰ میلادی هم‌زمان با حضور کمال‌الملک در پاریس بود؛ اما روند فراگیری نقاشی و رویکرد آنان در کار نقاشی متفاوت بود. پس از بازگشت به ایران، دوستعلی‌خان نقاشی را به عنوان یک سرگرمی دنبال کرد، اما در مقایسه با هنرمندان صاحب‌نام زمانه‌اش کمتر شناخته شد. هرچند امروز کیفیت بالای نقاشی‌هایش او را به لحاظ تکنیکی و نحوهٔ ساخت و ساز و رنگ‌آمیزی هم‌تراز با ممتازترین شاگردان مکتب کمال‌الملک قرار می‌دهد.
از طرفی با توجه به آن که دوستعلی خان معیر‌الممالک به لحاظ مالی نیازی به فروش آثارش نداشت، هیچگاه در زمان حیاتش آثار او وارد چرخه بازار هنر نشد و البته این امر باعث شده تا به امروز نقاشی‌های این هنرمند از جمله کمیاب‌ترین آثار نقاشی از اواخر دورهٔ قاجار و آغاز دوره پهلوی باشد.

## تالیفات
- رجال عصر ناصری
- یادداشت‌هایی از زندگانی خصوصی ناصرالدین‌شاه قاجار

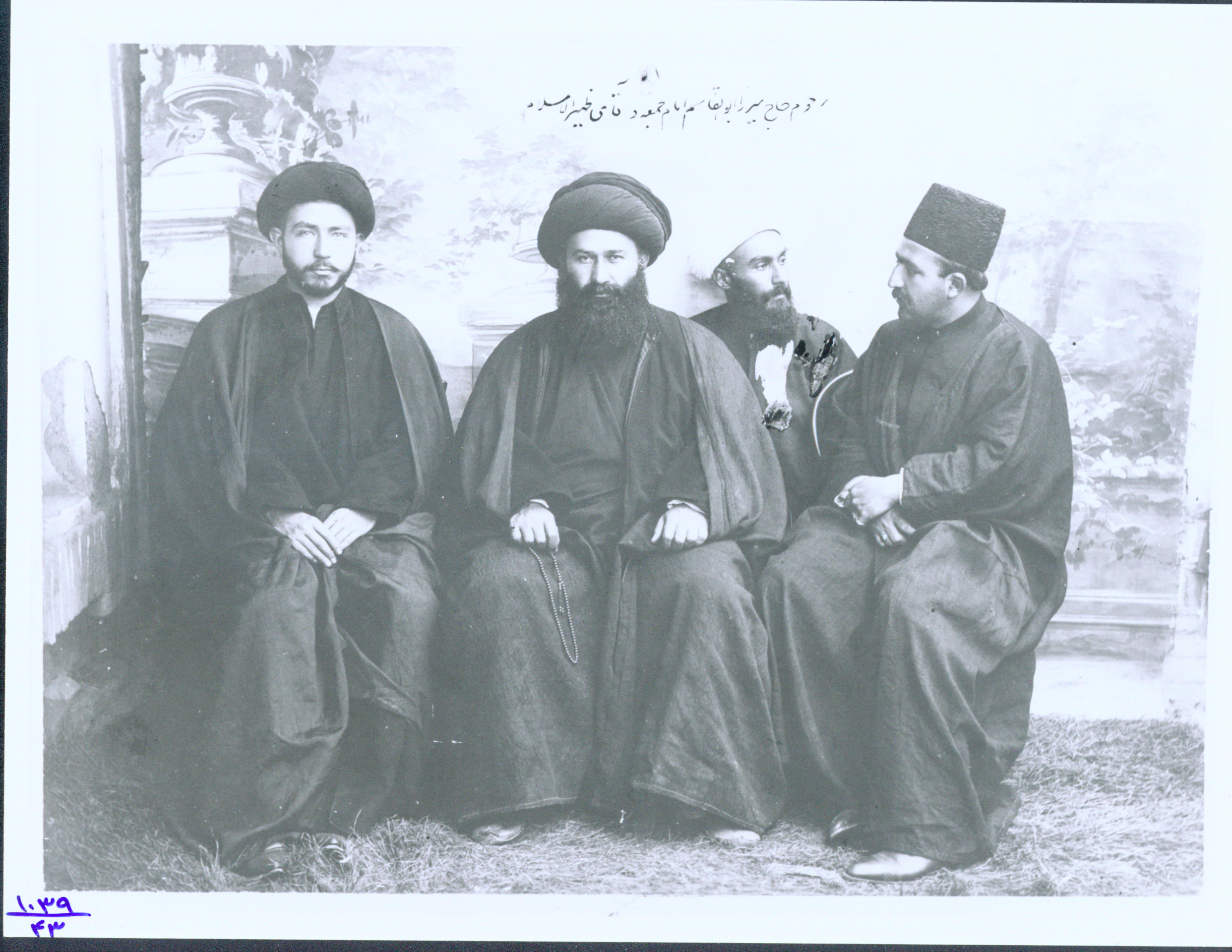
دوستعلی خان معیرالممالک (اعتصام‌السلطنه) همراه شیخ نظام‌العلماء، سید ابوالقاسم امام جمعه و آقا جواد ظهیرالاسلام

- وقایع‌الزمان